# 레빈 술라카
레빈 가리브 술라카 아다마트(아랍어: ريبين غريب سولاقا عظمت, Rebin Sulaka, 1992년 4월 12일~)는 이라크의 축구 선수로 포지션은 수비수이다.

## 클럽 경력
1992년 이라크 아르빌의 안카와 지역에서 태어났다. 어린 시절 스웨덴으로 이민을 갔으며 그 곳에서 축구를 시작했다. 15세 때 에스킬스투나 시티의 유소년팀에 입단하여 활동했으며 2010년에 프로 계약을 맺었다.
스웨덴 하부 리그에서 뛰다가 2016년 노르웨이 3부 리그의 엘베룸 포트볼에 이적하여 처음으로 외국에서 선수 생활을 시작했다. 이후 카타르, 세르비아, 불가리아 등지에서 활동했고 태국의 부리람 유나이티드 FC에서 뛰기도 했다.
2024년 2월 대한민국 K리그1의 팀인 FC 서울로 이적했다.

## 국가대표팀 경력
2015년에 처음 이라크 대표팀에 합류했다. 같은 해 6월 12일 요코하마에서 열린 일본과의 친선 경기에 출전하면서 A매치에 데뷔했다.
이라크 축구 대표팀 선수로서 2019년과 2023년 AFC 아시안컵에 참가했다.